# Catedral de San Stepanous

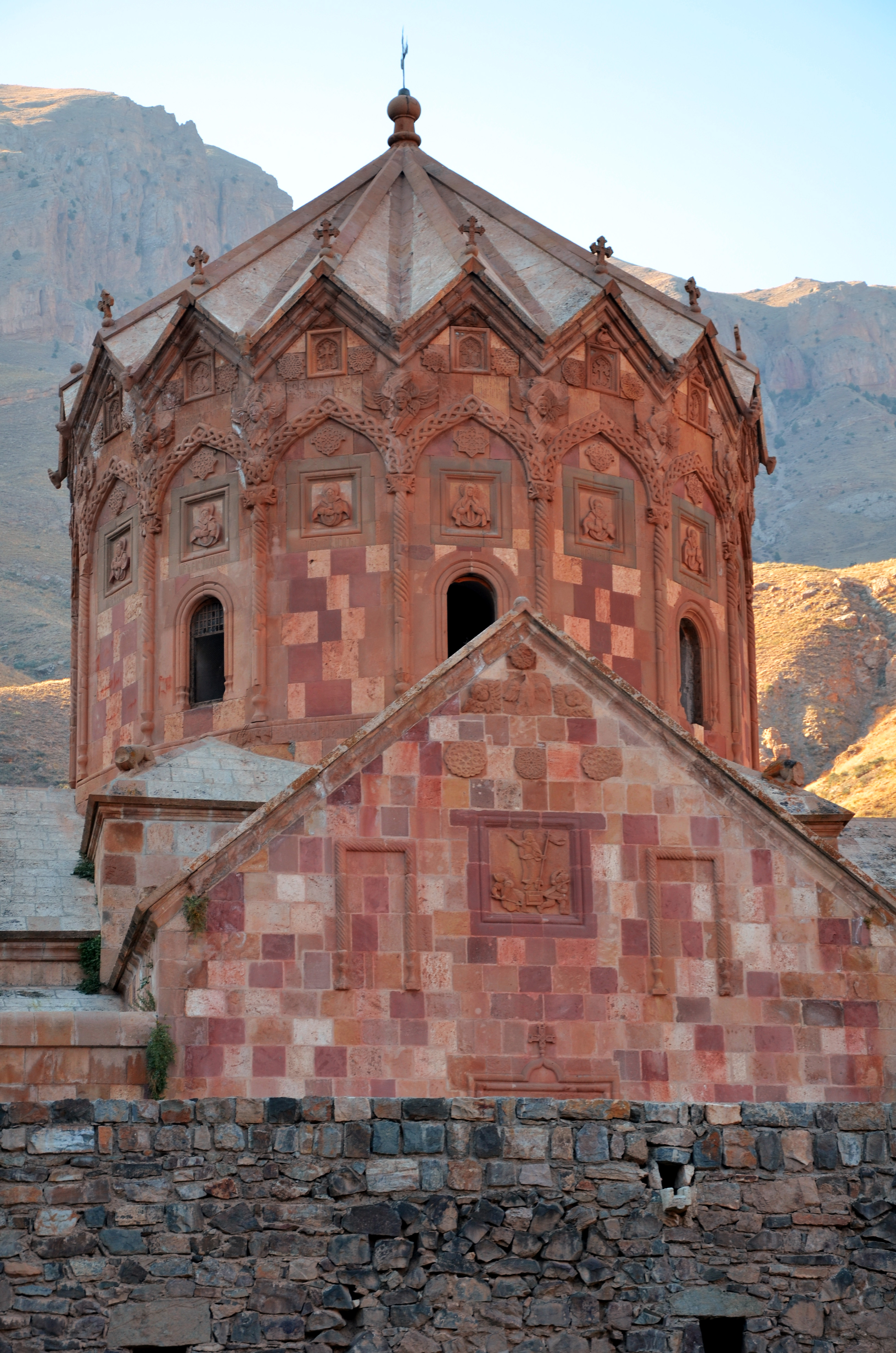

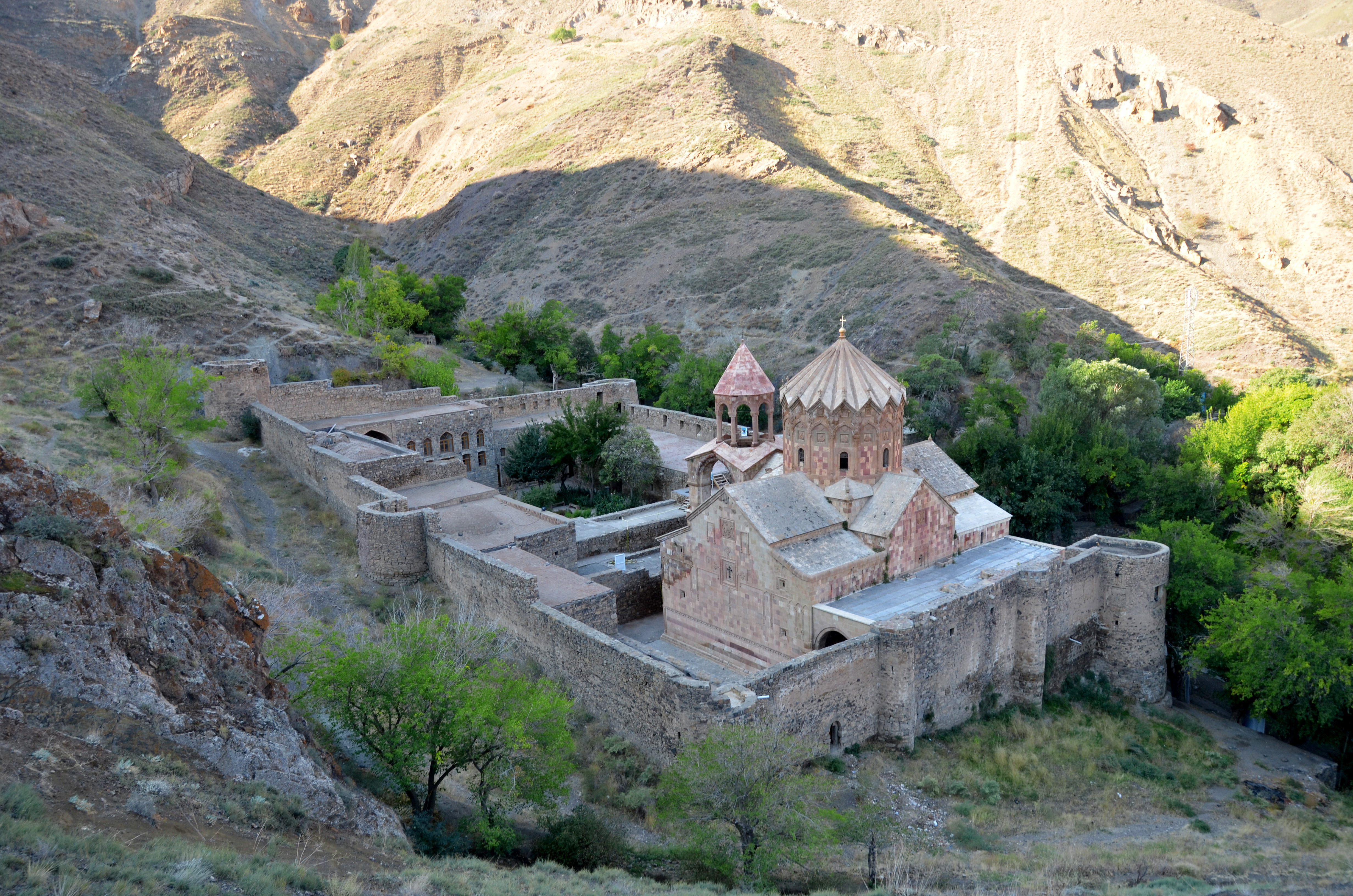

La catedral de San Stepanous es una catedral armenia situada cerca de la ciudad de Jolfa, Azerbaiyán Oriental, noroeste de Irán. Fue construida en el siglo IX y reconstruida en la época safávida después de que varios terremotos la dañaran.

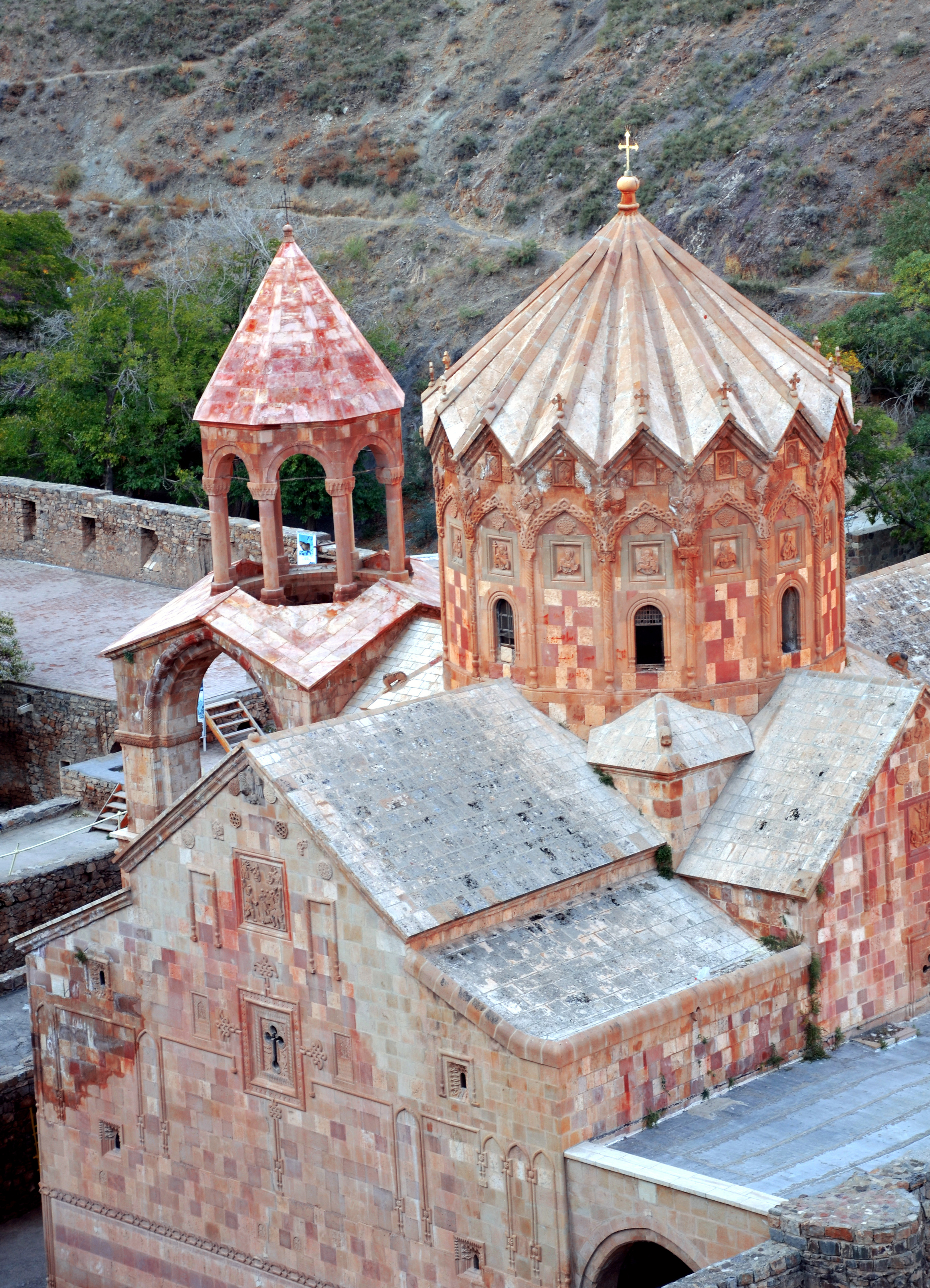

## Galería

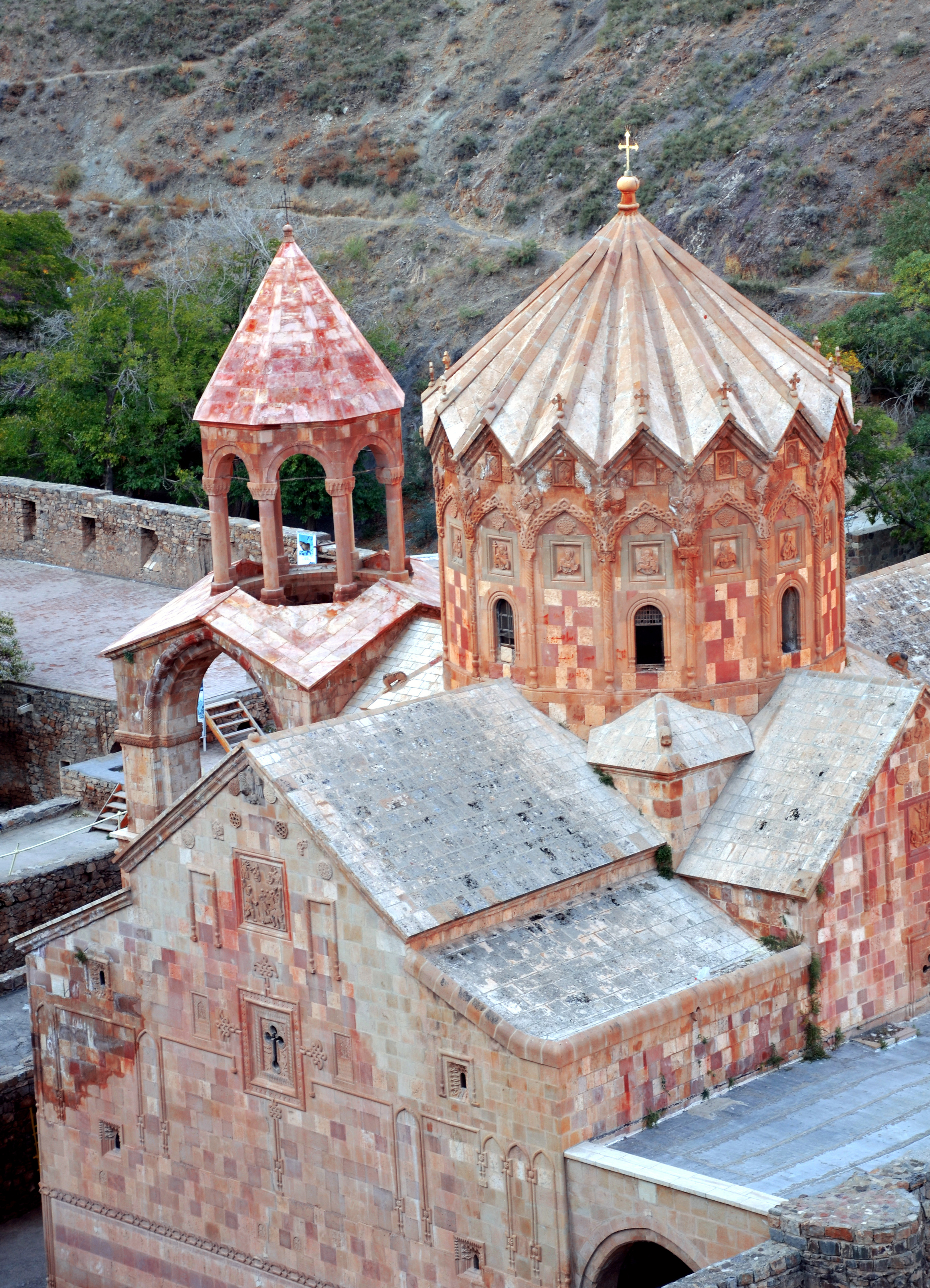
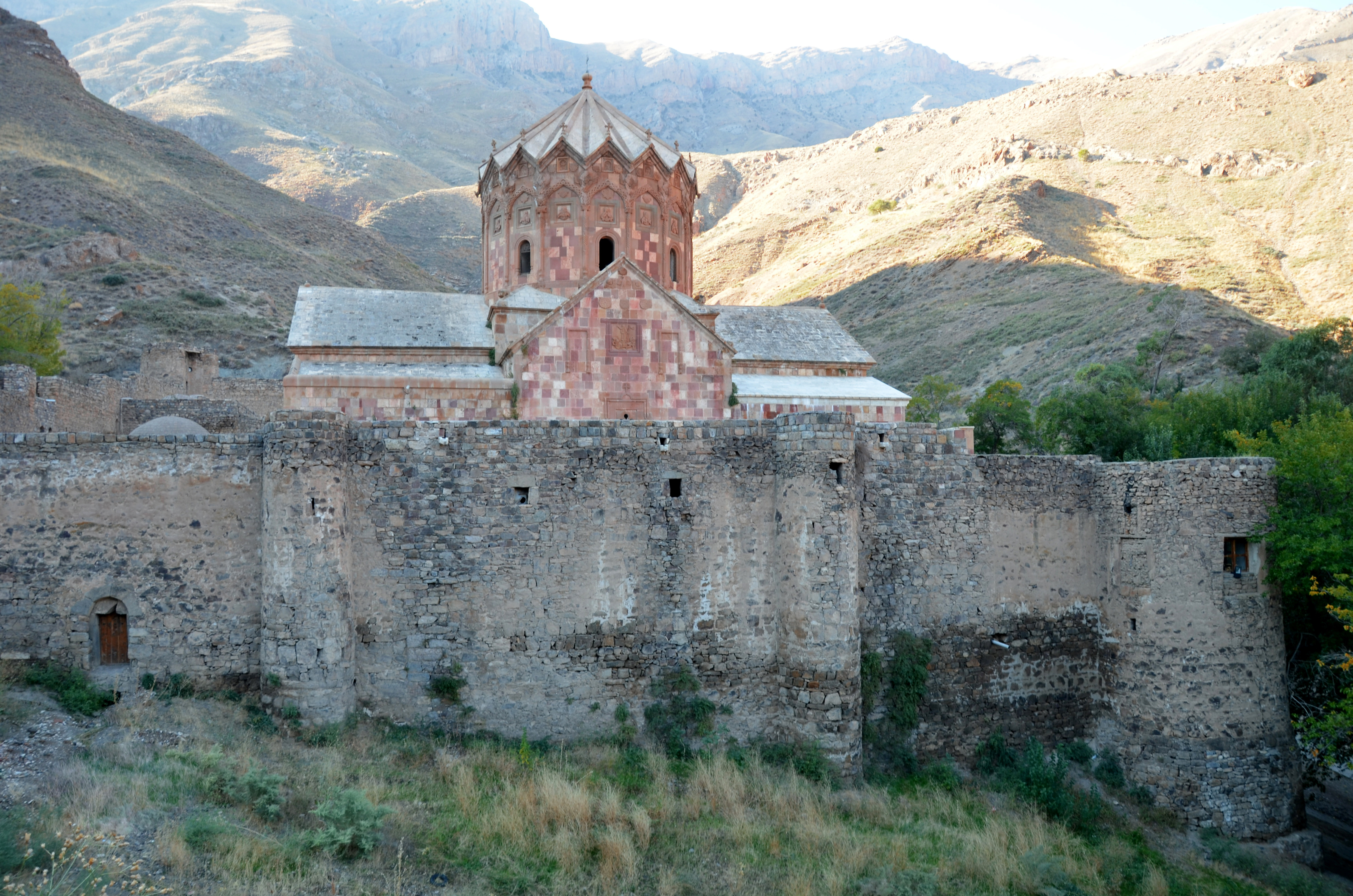
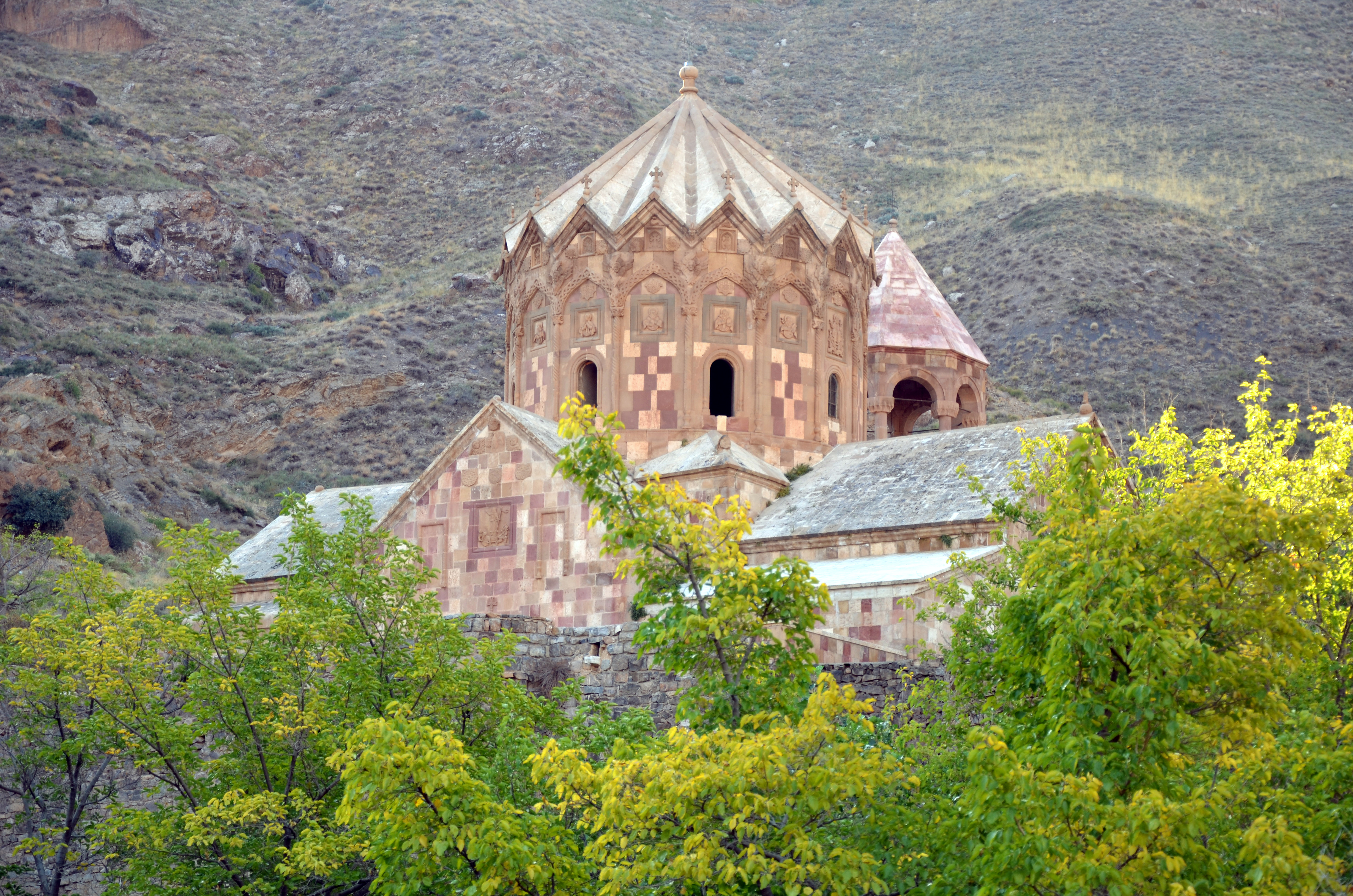
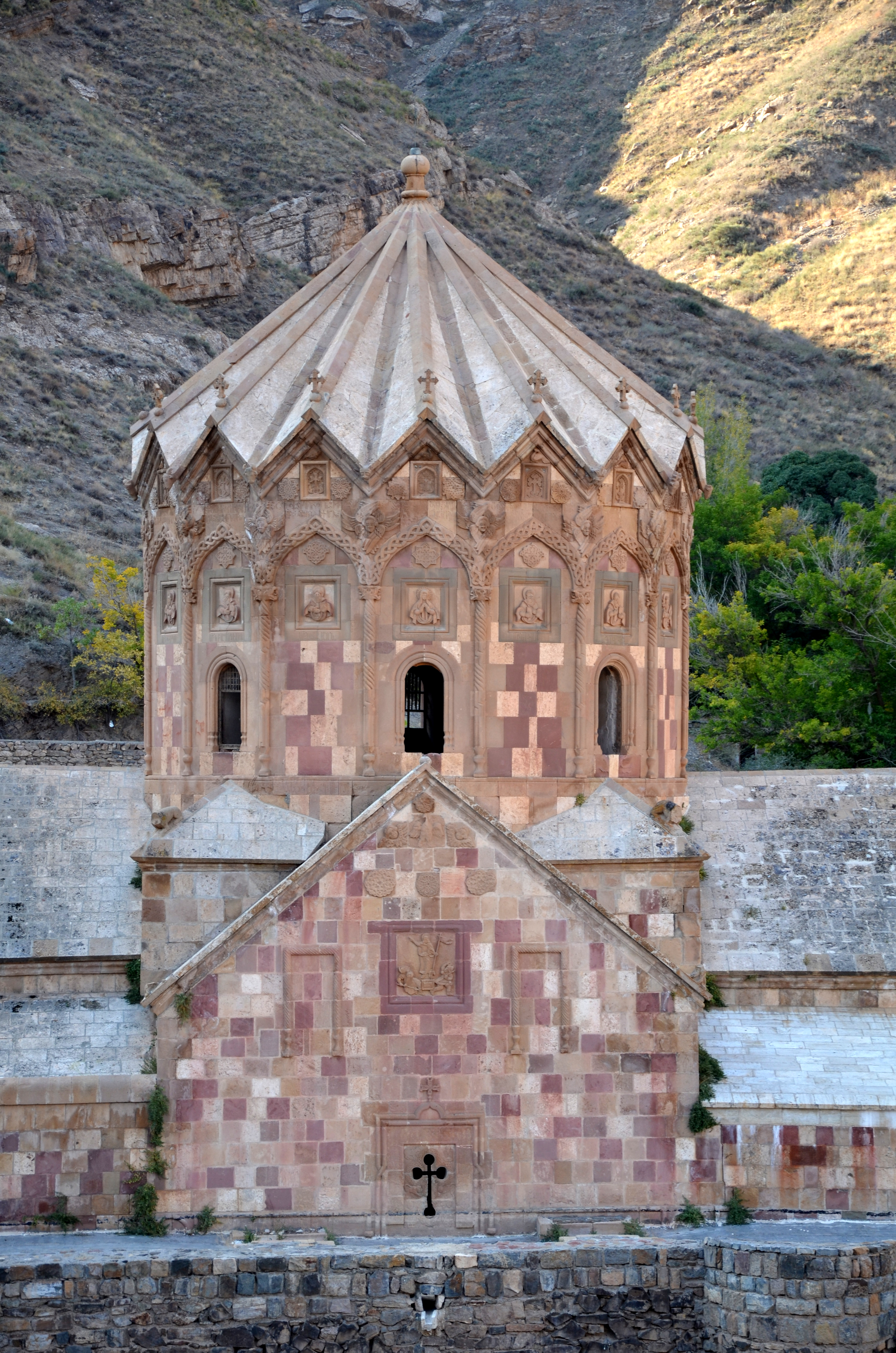
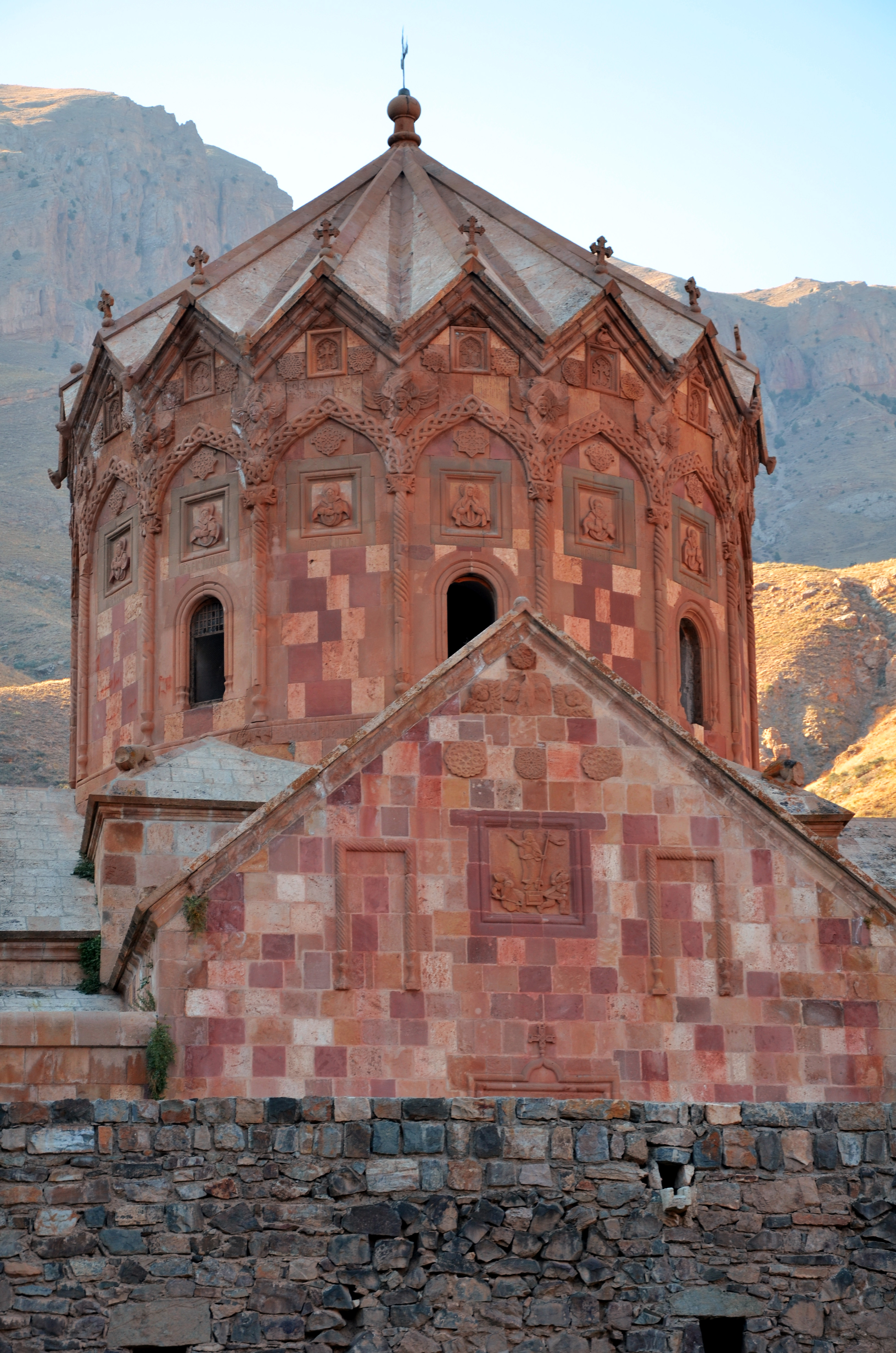
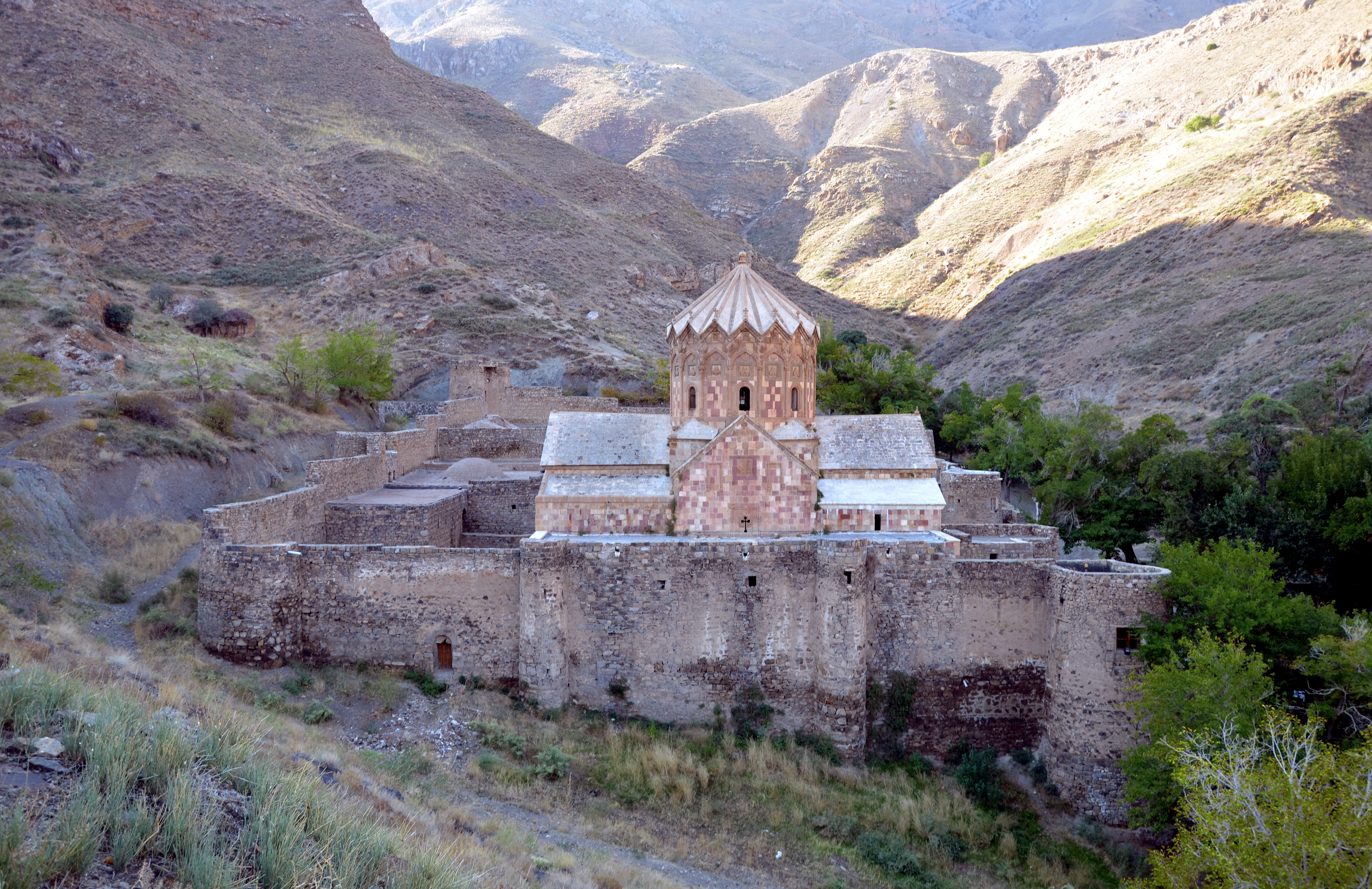
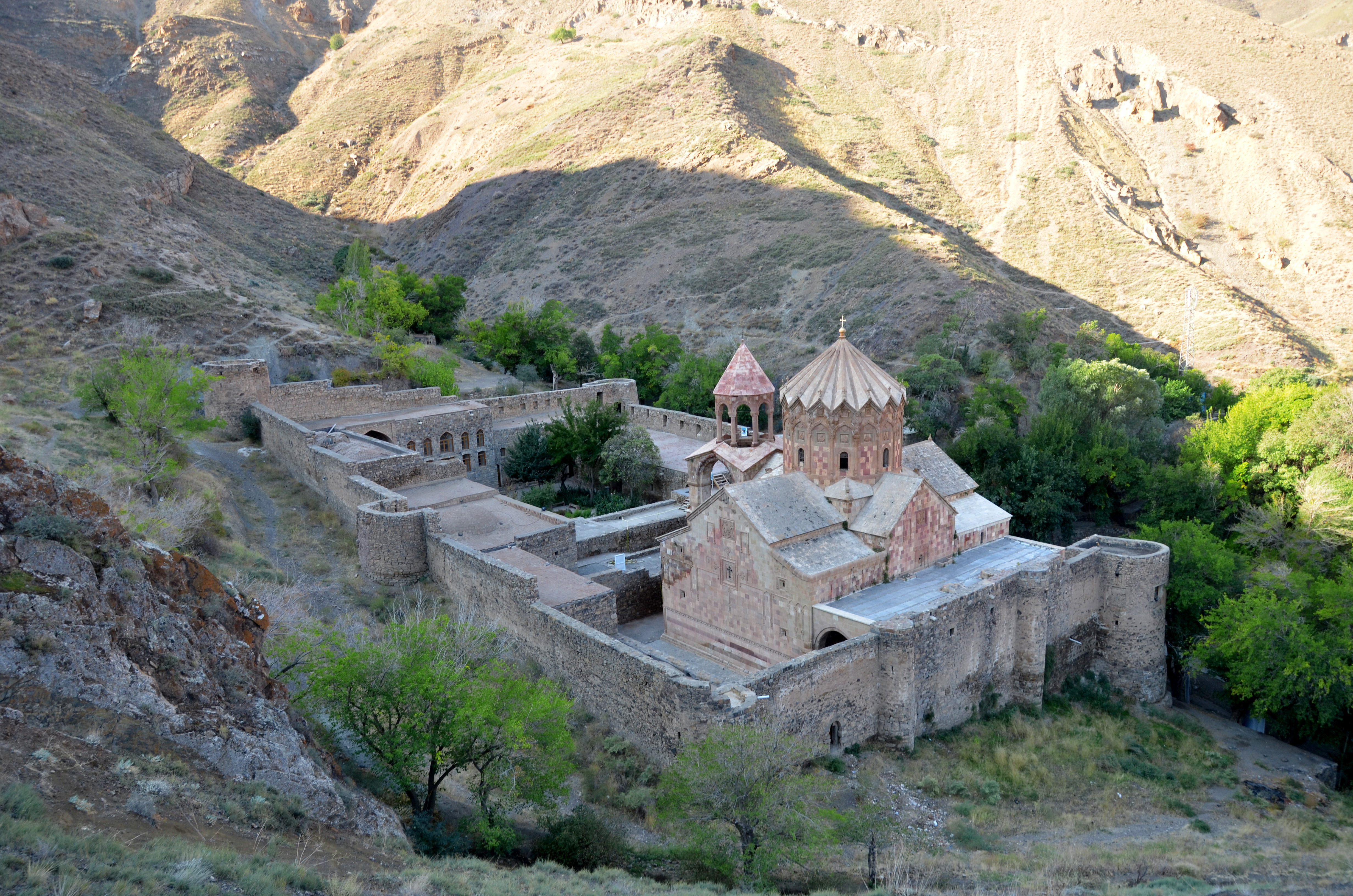
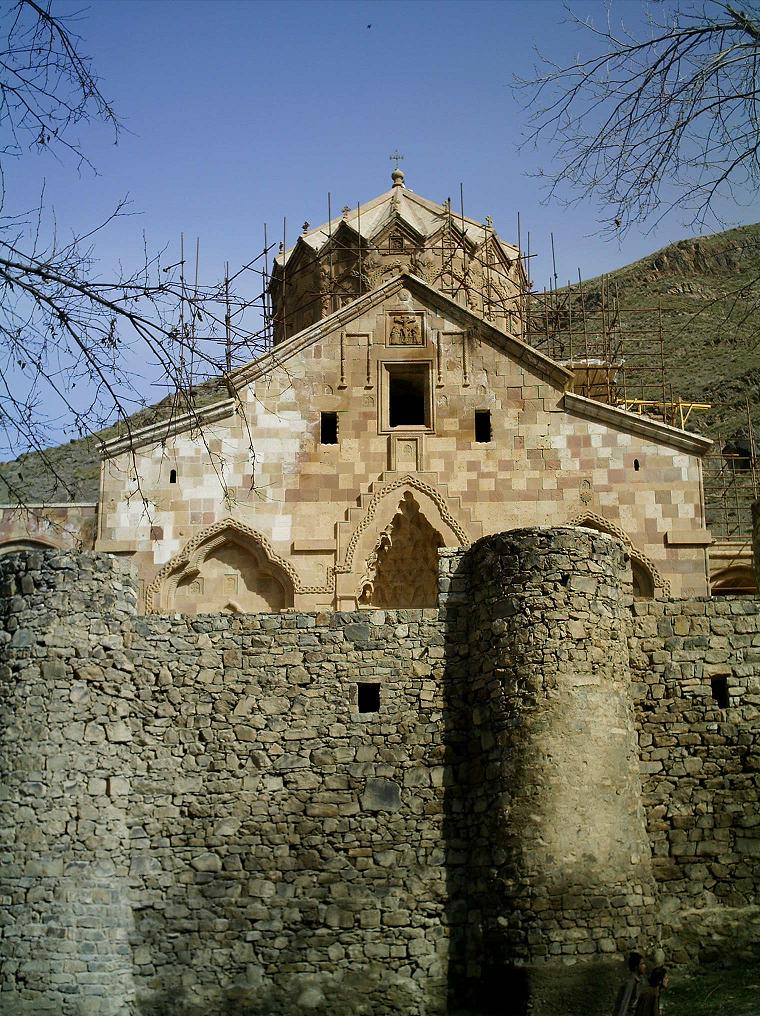
Vista frontal.
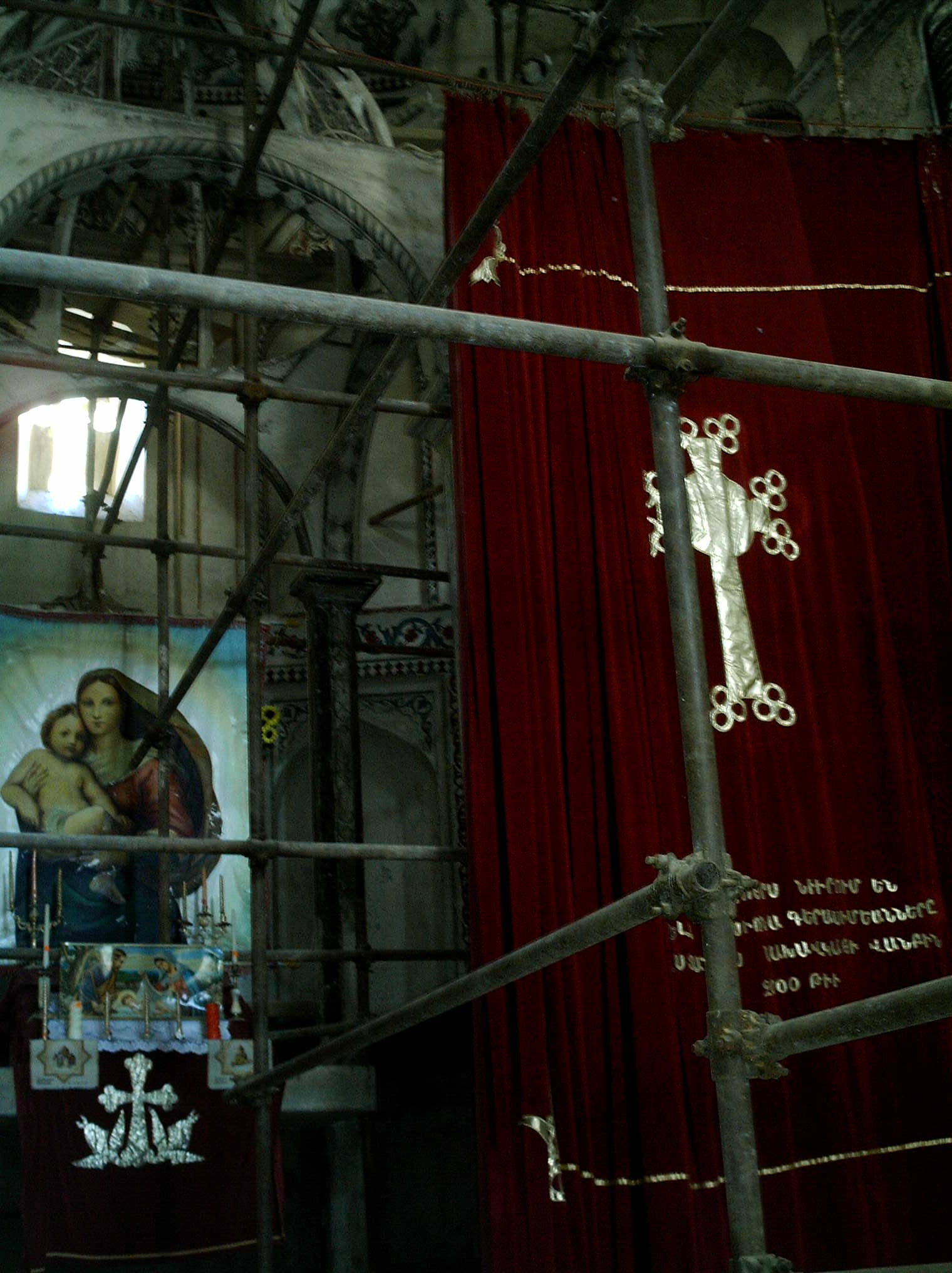
Vista interior.
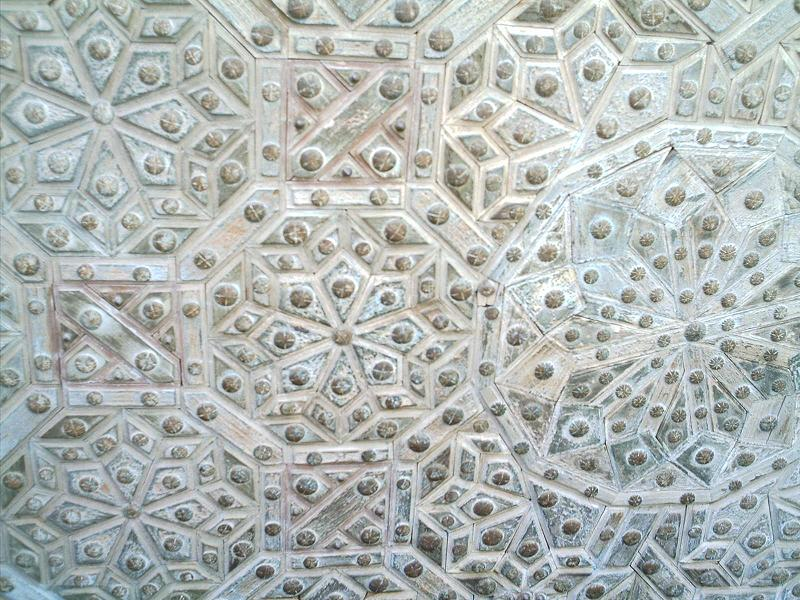
Puerta de madera.
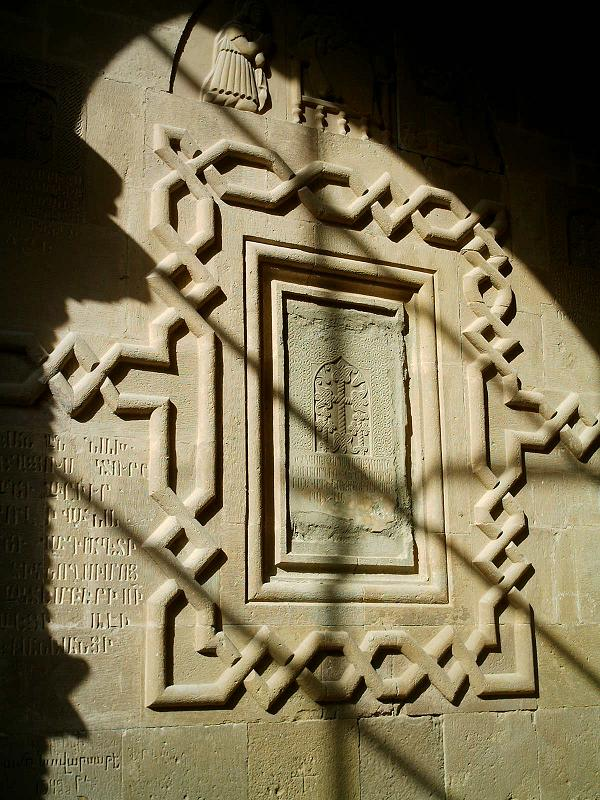
Muro lateral.